# Quiet (Metal Gear)
Pour les articles homonymes, voir Quiet.
Quiet (クワイエット, Kuwaietto) est un personnage fictif de la série de Konami Metal Gear. Créée par Hideo Kojima et dessinée par Yoji Shinkawa, elle apparait en 2015 dans le jeu Metal Gear Solid V: The Phantom Pain en tant que boss l'opposant à Venom Snake, puis en devenant plus tard son allié, ayant la capacité de l'accompagner en mission. Le personnage est un assassin disposant d'un fusil de sniper comme arme principale et de pouvoirs surnaturels.

## Apparition
Après le réveil de Big Boss de son coma dans un hôpital à Chypre, Quiet est l'un des soldats envoyés par Cipher pour l'assassiner. Alors qu'elle est sur le point de tuer la personne qu'elle croit être la bonne cible, le véritable Big Boss intervient en lui jetant divers produits chimiques où elle finit par s'enflammer pour s'échapper ensuite par la fenêtre.
Quiet est ensuite aperçue en Afghanistan dans les Ruines d'Aabe Shifap où elle barre la route à Venom Snake. Après l'avoir vaincue dans un combat, le joueur peut choisir de la tuer ou de la capturer et la ramener à la Mother Base. La seconde option permettra à Quiet, un peu plus tard dans le jeu, d'effectuer les missions aux côtés de Boss.
En parlant à Code Talker en navajo, Quiet révèle que Skull Face avait l'intention de l'utiliser contre Venom Snake et son armée en se faisant capturer afin qu'elle puisse être amenée dans la Mother Base et infecter tout le monde via des parasites qui affectent les cordes vocales, de souche anglaise, plus précisément de toutes les personnes parlant l'anglais. Cependant, le temps passé dans la Mother Base fait changer Quiet de camp et elle décide de garder le silence pour éviter l'infection.
Quiet conserve une apparence humaine. En raison de ses blessures, les parasites ont compensé son épiderme brûlé, lui donnant la capacité de « respirer » à travers sa peau, l'obligeant à porter le moins de vêtements possible, car couvrir sa peau l'étoufferait.
Après une deuxième vague d'épidémie qui éclate dans la base des Diamond Dogs, Quiet disparaît en Afghanistan, réalisant qu'elle ne pourrait jamais garantir la sécurité des Diamond Dogs. Elle est capturée par les soviétiques, sans opposer de résistance. Venom Snake part la retrouver puis l'aide à combattre un régiment soviétique, faisant face à divers blindés (chars, hélicoptère). Après la bataille, Snake emmène Quiet dans le désert, mais se fait mordre par un serpent venimeux. Quiet est alors obligée de parler anglais pour donner les coordonnées au plus vite afin de sauver Snake.

## Conception
Le design de Quiet a été conçu autour de l'actrice et mannequin néerlandaise, Stefanie Joosten. En passant par la capture de mouvement et par la voix pour le personnage, aussi bien pour la version anglaise du jeu que japonaise. Le thème de Quiet, est une pièce composée par Akihiro Honda dont les paroles qui l'accompagnent sont écrites par Ludvig Forssell, avec la voix de Stefanie Joosten pour l'interpréter.
Le processus a pris deux ans et, n'ayant jamais eu d'arme à feu auparavant, elle a reçu une formation de combat professionnelle afin de manipuler plusieurs armes. Lors d'une interview donnée par Famitsu en 2013 avec Hideo Kojima, le réalisateur du jeu déclare que Quiet est l'héroïne principale, et le fait qu'elle soit amie ou ennemie, n'a pas encore été révélée. Quelques jours après sa révélation complète en septembre 2013, Kojima a publié sur Twitter qu'il a demandé à Yoji Shinkawa, le character designer principal de la série, de rendre le personnage « plus érotique ». Rectifiant plus tard que le mot érotique n'était pas vraiment le mot correct pour ce qu'il essayait de dire.

## Accueil
Avant la sortie du jeu, la présentation du personnage féminin Quiet fut critiquée par le concepteur de la série Halo David Ellis, pour être « hyper-sexualisée »,. Konami a produit et sorti des figurines de Quiet en mai 2015 dans le cadre de promotion du jeu. La poitrine maniable de la figurine a été fortement critiquée dans les médias sociaux ainsi que dans la presse,. Le jeu dans son intégralité, a attiré plus de critiques de la représentation de Quiet dans les critiques et articles d'opinion,.